# CA5A
CA5A (англ. Carbonic anhydrase 5A) – білок, який кодується однойменним геном, розташованим у людей на 16-й хромосомі. Довжина поліпептидного ланцюга білка становить 305 амінокислот, а молекулярна маса — 34 750.
| 10         |  | 20         |  | 30         |  | 40         |  | 50         |
| ---------- |  | ---------- |  | ---------- |  | ---------- |  | ---------- |
| MLGRNTWKTS |  | AFSFLVEQMW |  | APLWSRSMRP |  | GRWCSQRSCA |  | WQTSNNTLHP |
| LWTVPVSVPG |  | GTRQSPINIQ |  | WRDSVYDPQL |  | KPLRVSYEAA |  | SCLYIWNTGY |
| LFQVEFDDAT |  | EASGISGGPL |  | ENHYRLKQFH |  | FHWGAVNEGG |  | SEHTVDGHAY |
| PAELHLVHWN |  | SVKYQNYKEA |  | VVGENGLAVI |  | GVFLKLGAHH |  | QTLQRLVDIL |
| PEIKHKDARA |  | AMRPFDPSTL |  | LPTCWDYWTY |  | AGSLTTPPLT |  | ESVTWIIQKE |
| PVEVAPSQLS |  | AFRTLLFSAL |  | GEEEKMMVNN |  | YRPLQPLMNR |  | KVWASFQATN |
| EGTRS      |  |            |  |            |  |            |  |            |

A: Аланін

C: Цистеїн

D: Аспарагінова кислота

E: Глутамінова кислота

F: Фенілаланін

G: Гліцин

H: Гістидин

I: Ізолейцин

K: Лізин

L: Лейцин

M: Метіонін

N: Аспарагін

P: Пролін

Q: Глутамін

R: Аргінін

S: Серин

T: Треонін

V: Валін

W: Триптофан

Кодований геном білок за функцією належить до ліаз. 
Білок має сайт для зв'язування з іонами металів, іоном цинку. 
Локалізований у мітохондрії.